# Beer (månekrater)
Beer er et relativt lille nedslagskrater på Månen, beliggende i Mare Imbrium på Månens forside. Det er opkaldt efter den prøjsiske astronom Wilhelm W. Beer (1797 – 1850).
Navnet blev officielt tildelt af den Internationale Astronomiske Union (IAU) i 1935. 

## Omgivelser
Beerkrateret ligger øst for Timochariskrateret, og i retning mod nordvest ligger det matchende tvillingkrater Feuillée. Maret øst for har højere albedo end den omgivende overflade, og dette lysere farvetonede område når helt til foden af Montes Archimedes. Sydøst for Beer ligger en månedome, hvis diameter næsten svarer til kraterets. 

## Karakteristika
Beer er cirkulært og skålformet med en skarp rand, som ikke har været udsat for nævneværdig erosion. Dets indre har højere albedo end det omgivende mare, hvilket sædvanligvis kendetegner et forholdsvis ungt krater. En række småkratere ligger i en bue væk fra randen mod sydvest.

## Satellitkratere
De kratere, som kaldes satellitter, er små kratere beliggende i eller nær hovedkrateret. Deres dannelse er sædvanligvis sket uafhængigt af dette, men de får samme navn som hovedkrateret med tilføjelse af et stort bogstav. På kort over Månen er det en konvention at identificere dem ved at placere dette bogstav på den side af satellitkraterets midte, som ligger nærmest hovedkrateret. Beerkrateret har følgende satellitkratere:
| Beer | Længde  | Bredde | Diameter |
| ---- | ------- | ------ | -------- |
| A    | 27,2° N | 8,6° V | 4 km     |
| B    | 25,7° N | 9,0° V | 2 km     |
| E    | 27,8° N | 7,8° V | 3 km     |

## Måneatlas
- Billeder af Beerkrateret i LPI-måneatlasset